# Oldřich Vítovec
Oldřich Vítovec (29. dubna 1932 Plzeň – 19. dubna 2001 Plzeň) byl sólista operety Divadla J. K. Tyla v Plzni.
Narodil se roku 1932 v Radčické ulici v Plzni (dnes Plaza centers). Po druhé světové válce vystudoval konzervatoř a v 50. letech narukoval na vojnu, kde působil ve vojenském orchestru. Po krátkém hostování v divadle v Teplicích se vrátil do Plzně a zůstal jí věrný až do smrti. Ztvárnil mnoho rolí v operetních představeních Komorního i Velkého divadla (Dům u tří děvčátek, Orfeus v podsvětí, Žebravý student, Nejkrásnější válka) a to i v důchodovém věku. Zemřel v roce 2001.